# Paralinhomoeus kornoeensis
Paralinhomoeus kornoeensis är en rundmaskart. Paralinhomoeus kornoeensis ingår i släktet Paralinhomoeus, och familjen Linhomoeidae. Arten är reproducerande i Sverige.